# Fornebu
Fornebu is een plaats in de Noorse gemeente Bærum. Tot de opening van Gardermoen in 1998 was Fornebu vooral bekend als de luchthaven van Oslo. Sinds de sluiting van het vliegveld is Fornebu een woonwijk van Bærum. Ook werd een bedrijventerrein ingericht, waar zich vooral bedrijven op het terrein van telecommunicatie- en informatietechnologie bevinden. Het belangrijkst is het hoofdkantoor van Telenor, het Noorse telefoonbedrijf en Equinor, het Noorse staatsenergiebedrijf. 
In de wijk staat het stadion van Stabæk Fotball, Telenor Arena, waar in 2010 het Eurovisiesongfestival plaatsvond.